# توني ييتس
توني ييتس (بالإنجليزية: Toni Yates)‏ هي صحفية أمريكية، ولدت في 1963.